# D41 (Haute-Garonne)
De D41 is een 21,3 km lange departementale weg, die in het Franse departement Haute-Garonne (regio Occitanie) van noord naar zuid loopt.

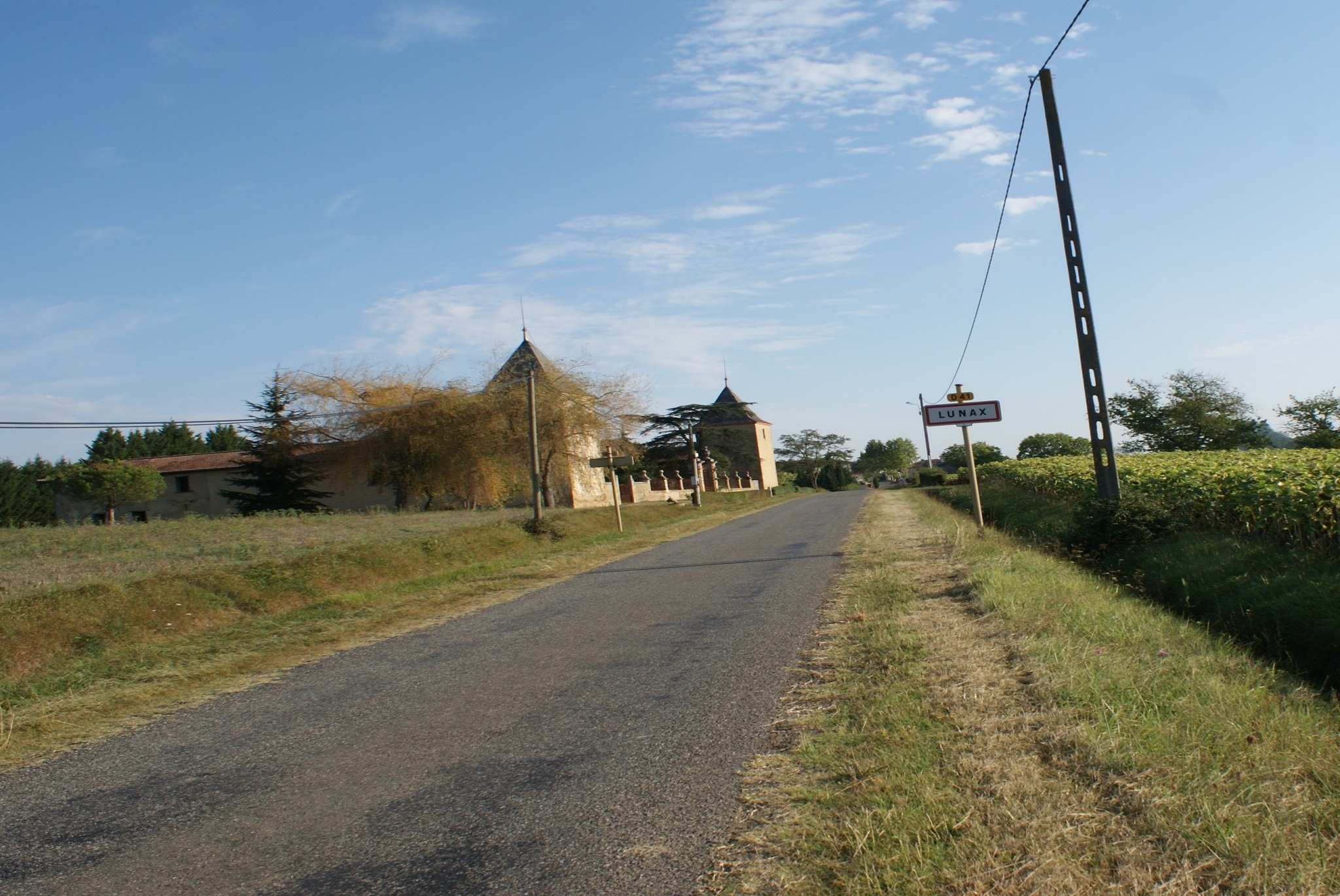
De weg in Lunax.

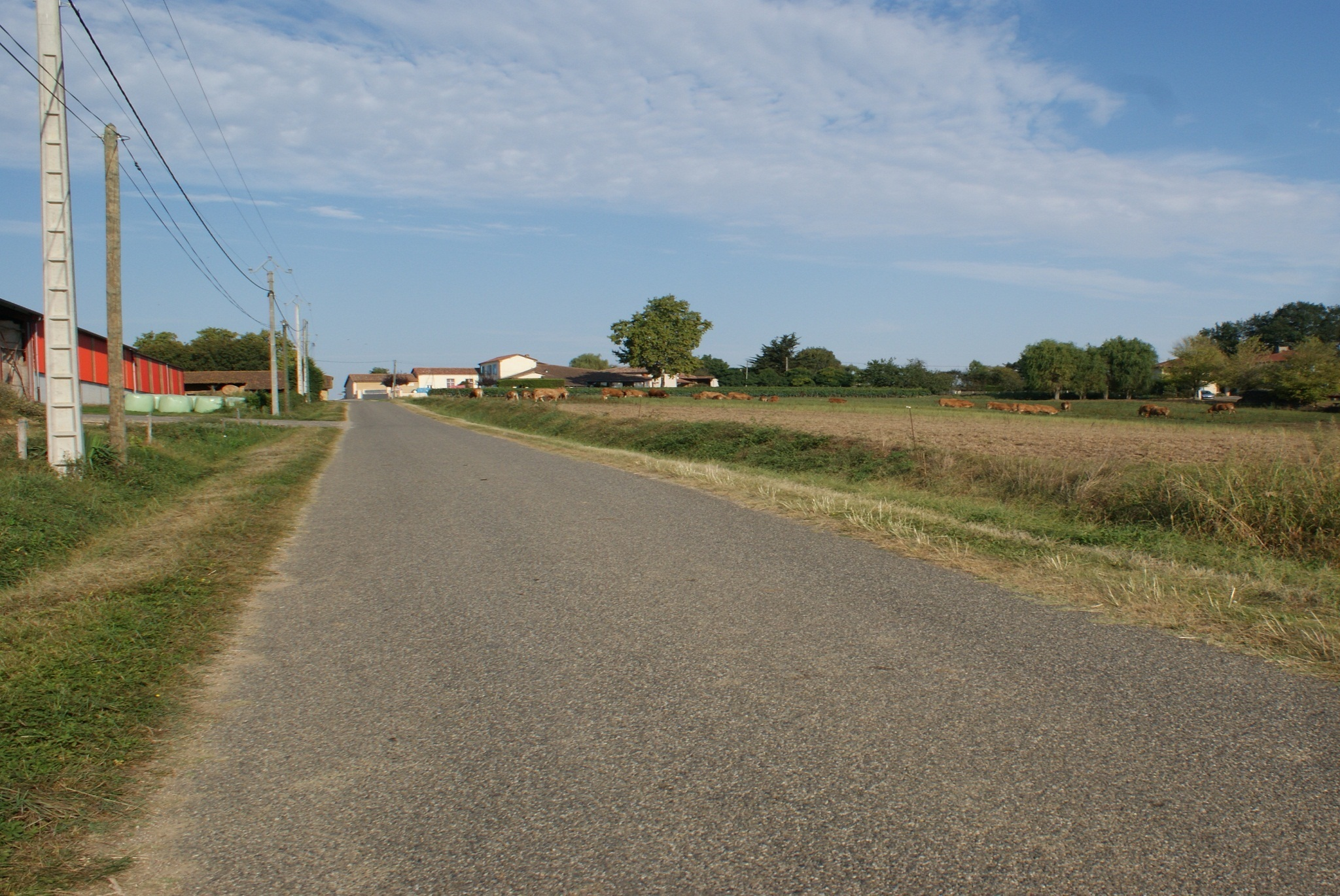
De weg in noordelijke richting in Nénigan

## Loop van de D41
De D41 verbindt de D312 even ten noorden van Nénigan met de D24 ten zuidwesten van Saint-Loup-en-Comminges. De weg gaat door geaccidenteerd terrein.

## Andere D41 wegen
- De ruim één kilometer lange D41B verbindt aan de noordoost zijde van het Lac de la Gimone de D228 met de D632.
- De 6,9 km lange D41E[2] verbindt de D41 van Boulogne-sur-Gesse met de D17 even ten zuidwesten van Blajan.
- De enige kilometers lange D41G verbindt de D632 met de D41E in Boulogne-sur-Gesse.